# Toyota Tercel 4WD
Toyota Tercel 4WD är en fyrhjulsdriven småbil tillverkad av Toyota Motor Corporation mellan åren 1983 och 1988', främst för den nordamerikanska och japanska marknaden. Den baserades på den andra generationen av Toyota Tercel, även känd som AL25 eller Sprinter Carib i vissa marknader.
Modellen marknadsfördes ofta till kunder i snörika eller landsbygdsnära områden, där dess extra drivning kom till nytta.

## Tekniska specifikationer
- Motor: 1.5-liter I4 bensinmotor (3A-C och 3A-U)
- Effekt: Cirka 62–75 hk beroende på marknad och årsmodell
- Drivlina: Part-time fyrhjulsdrift med valbar lågväxel (6-växlad manuell låda med "Extra Low")
- Växellåda:5-växlad manuell (2WD) eller 6-växlad manuell (4WD med lågväxel)
- Kaross: 3-dörrars och 5-dörrars kombi (wagon)
- Plattform: Delvis unik, men delar vissa komponenter med andra Toyota-modeller som Corolla och Sprinter

## Design och funktion
Tercel 4WD var framför allt populär som 5-dörrars kombi med ett funktionellt och enkelt inrett lastutrymme. Den sexväxlade växellådan (egentligen 5 växlar + extra låg) var särskilt uppskattad i branta backar och vid körning i snö eller terräng. Modellen hade enkel men robust fjädring med McPherson-struts fram och stel bakaxel med bladfjädrar eller spiralfjädrar beroende på marknad.

## Produktion och marknader
Tillverkningen skedde i Japan, och modellen exporterades främst till USA, Kanada och delar av Europa. I Japan såldes modellen under olika namn, bland annat Toyota Sprinter Carib. I USA blev Tercel 4WD populär bland friluftsentusiaster och som bil för landsbygdsboende.

## Efterföljare
Produktionen av Toyota Tercel 4WD avslutades 1988. Den ersattes i Toyotas sortiment indirekt av Toyota Corolla All-Trac och senare av mer moderna små SUV-modeller som Toyota RAV4.